# Tibouchina arthrostemmoides
Tibouchina arthrostemmoides är en tvåhjärtbladig växtart som beskrevs av Célestin Alfred Cogniaux. Tibouchina arthrostemmoides ingår i släktet Tibouchina och familjen Melastomataceae. Inga underarter finns listade i Catalogue of Life.